# Konoe Mototsugu
Konoe Mototsugu (近衛 基嗣) (1305 - 1354), fils de Konoe Tsunehira, est un noble de cour japonais (kugyō) de l'époque de Kamakura (1185–1333). Il exerce la fonction de régent kampaku de 1337 à 1338. Avec une sœur du sangi Fujii Tsuguzane, il a un fils nommé Konoe Michitsugu.